# Ectobius alleni
Ectobius alleni är en kackerlacksart som beskrevs av Rehn, J. A. G. 1931. Ectobius alleni ingår i släktet Ectobius och familjen småkackerlackor.
Artens utbredningsområde är Kenya. Inga underarter finns listade i Catalogue of Life.